# 美国法律协会
美国法律协会（缩写为）是一个美国非盈利的民间团体。其主要宗旨在于将法律体系明确化、简化，使法律更能满足社会需要。该协会发表了大量的法律重述（Restatement）和模范法典（Model Code），对于美国立法界也有着巨大的影响，是推动美国法不断发展的原动力之一，也是美国最重要的法学组织之一。

## 历史
ALI的萌芽，出现在1906年明尼苏达州圣保罗市举行的美国律师协会的年度总会上。当时，38岁的内布拉斯加大学法学院院长罗斯科·庞德在会上发表演说，对于美国司法审判的不明确性这一点提出了猛烈的抨击，在听众中引起了很大的反响。之后，他又发表了相关论文，批评当时随着诉讼案件的增加而引起的法律混乱矛盾的状况。几个月后，美国法学院协会（Association of American Law Schools:AALS）的会议上，宾西法尼亚大学的William Draper Lewis教授也提出了同样的问题，号召法学教育者担负起将法律明确化的职责。
此后，1914年的AALS会议上，耶鲁大学的Wesley Newcomb Hohfeld教授也对司法体制存在的根本性缺陷以及各州司法审判中引起的政治问题提出了尖锐的批判。他同时也提出了为了促进法制改革，将法学院改造成全国性的法律学者的中心的倡议。同年，为了将上述倡议具体化，AALS成立了专门研究委员会。一战之后的1921年，该委员会建议设立一个法学家中心。随后，委员之一的Lewis教授与西奥多·罗斯福总统政府内的国务卿罗脱合作，成立了“关于设立改善法律的常设组织的委员会”。
1923年2月23日，William Howard Taft等7位发起人、以最高法院大法官为首的全国各地高等法院法官以及ABA的特别代表在美国法律协会成立大会上，共同推举在塔夫脱总统政府内担任司法部长的George W.Wichersham担任首任会长。另外，在这次大会上，Benjamin Cardozo等人也提出了一份报告书。该报告指出当前司法审判中仍有许多遗漏，在法学家中间也缺乏对于普通法的一致理解。最后提出了有必要撰写“在缺乏权威解说的情况下仍然能够理解法律的基本问题的法律重述”。从此，该协会的主要任务就在于编写这类法学著作，称作Restatement。

## 组织
ALI的会员是根据现有会员的推荐，以在某个法学领域内具有实务经验或者研究并且愿意积极参与协会事务为标准，从律师、学者和法官中挑选出来的。此外，联邦最高法院、联邦上诉法院及各州最高法院的长官和法官，以及美国司法部长、各律师协会会长、各法学院院长在其任期内也是职务会员。在1998年，会员总人数约有3500人。
会员的构成上，1923年成立之初主要是白人男性，因此也被批判成法学院毕业的精英主义团体。然而，在Wright会长的积极倡导下，该组织将会员构成多元化，努力在女性和少数族裔中选拔会员，到了1996年，已经有16%的女性会员和50%的非洲裔美国人会员，另外中南美族裔的会员也在不断增加。
协会的运作机关是总会和评议会。重要的职务有会长、财务负责人和指导者（Director）等。每年5月协会会召开为期4天的总会。评议会由每年选出的50-60人的会员和终身会员组成，共有70人左右。评议会主要负责执行日常业务，研究起草法律重述等。
会长要担任执行委员会的负责人以及年度总会的议长等职务，还要负责决定协会的一般性方针。任期较长。此外，还有负责撰写法律重述的专业人士担任Director、报告人以及建议人等职务。

## 协会活动
协会最重要的活动就是，编写法律重述。法律重述是在特定的专业范围内将相关法律进行统合的文书。其形式与立法机关制定的成文法相近。1923年到1944年间，法律重述主要目的在于帮助法律实务人士明确理解契约、判决和侵权行为等普通法基本原理。1952年以后，主要对上述文书进行修订，另外也陆续发表了产品责任法、律师法、信托法、联邦租税法等新的法律重述。
协会的第二项工作是，编写模范法典和统一法典。法律重述只是对现有成文法的一种明确解释，不能涵盖尚未被讨论的法律问题。因此有必要对于现有法典中的空白领域进行补充。法律协会的目标在于让美国立法机关采用其编写的法典。目前已经编写完成的主要法典有：模范刑法典、统一商法典等。此外，也在编写家族法、涉外民事诉讼规则等项目。
法律重述和模范法典的目的都是为了在社会中作为实际的法律规范被利用。因此就要求其符合现代的审判现状，也要与现有的法律能够较好地协调。
其次，法律协会也与ABA合作开展法学再教育工作。主要就是提高现职法律专业人员的理论和实践水平。1932年，协会在纽约成立了实务法律协会（Practising Law Institute）。二战后，接受再教育的需求大幅增长，在1947年成立了ALI-ABA共同委员会，负责实施“实践律师”（The Practical Lawyer）项目。
为了能够完成上述工作，法律协会也建立了完善的财务体制。以1998年为例，该协会总收入达到445万美元，而支出为221万美元。在收入之中，会费有49万6千美元，而会员的捐款不过3万4000美元。与之相对的，出版事业的收入达到150万美元，此外还有各种基金会、慈善团体和企业的捐款。协会自身也成立了投资委员会，积极利用协会的资产从事投资增殖活动。
美国法律协会通过关心公众利益的法学专业人士的创造性劳动，对于美国立法和司法界形成了重要的影响，从而间接地改善了美国国民的福利。此外，由于其不断地挑战新的法律领域，对于美国法律学界也有极大的裨益。